# Cephaloscyllium circulopullum
Cephaloscyllium circulopullum  (лат.) — один из видов рода головастых акул, семейство кошачьих акул (Scyliorhinidae).

## Ареал и среда обитания
Этот вид обитает в западной части Тихого океана у берегов Малайзии и Брунея на глубине 118—165 м.

## Описание
Это небольшая акула, максимальная длина которой составляет 37,8 см. У неё довольно стройное тело и короткая голова. Морда слегка приплюснута, широкая, короткая и закруглённая. Губные борозды в углах рта отсутствуют. Зубы маленькие. Первый спинной плавник расположен посередине брюшных плавников. Расстояние от кончика морды до первого спинного плавника составляет 45—90 %, а до основания грудных плавников более 20 % длины тела. Первый спинной плавник крупнее второго. Грудные плавники довольно крупные и закруглённые. Кожные лоскуты, обрамляющие ноздри, не достигают рта. На спине имеется несколько чёрных крупных пятен.

## Биология и экология
Подобно прочим головастым акулам этот вид способен накачиваться водой и раздуваться в случае опасности; таким способом они расклиниваются в щелях и не дают себя схватить и даже отпугивают хищника.

## Взаимодействие с человеком
Иногда в качестве прилова попадает в донные сети. Данных для определения статуса сохранности вида недостаточно.